# Войковский сельский совет (Первомайский район)
Войковский сельский совет (укр. Войковська сільська рада, крымскотат. Aybar köy şurası) — административно-территориальная единица в Первомайском районе в составе АР Крым Украины (фактически до 2014 года), ранее до 1991 года — в  составе Крымской области УССР в СССР, до 1954 года — в составе Крымской области РСФСР в СССР, до 1945 года — в составе Крымской АССР РСФСР в СССР.
Население по переписи 2001 года составляло 2 443 человек.
На 2014 год состоял из 3 сёл:
- Войково
- Дмитровка
- Открытое

С 2014 года на месте сельсовета находится Войковское сельское поселение.

## История
Судя по доступным историческим документам, Айбарский сельский совет был образован в 1930-х годах: на 1940 год он уже существовал в составе Лариндорфского района (переименованного указом Президиума Верховного Совета РСФСР № 621/6 от 14 декабря 1944 года в Первомайский).
Указом Президиума от 21 августа 1945 года Айбарский сельсовет был переименован в Войковский сельский совет. С 25 июня 1946 года сельсовет в составе Крымской области РСФСР. 26 апреля 1954 года Крымская область была передана из состава РСФСР в состав УССР. На 15 июня 1960 года в составе совета числились населённые пункты:

| - Бара́новка - Войково | - Дмитровка - Каштановка | - Открытое - Свердловское | - Черново |

Указом Президиума Верховного Совета УССР «Об укрупнении сельских районов Крымской области», от 30 декабря 1962 года был упразднён Первомайский район и совет присоединили к Красноперекопскому. 8 декабря 1966 года был восстановлен Первомайский район и сельсовет вернули в его состав. К 1968 году ликвидирована Барановка, в 1984 году был образован Черновский сельсовет, куда отошли Черново, Каштановка и Свердловское.
С 12 февраля 1991 года сельсовет в восстановленной Крымской АССР, 26 февраля 1992 года переименованной в Автономную Республику Крым. По Всеукраинской переписи 2001 года население совета составило 2443 человека. С 21 марта 2014 года в составе Крыма аннексирован Россией. Законом «Об установлении границ муниципальных образований и статусе муниципальных образований в Республике Крым» от 4 июня 2014 года территория административной единицы была объявлена муниципальным образованием со статусом сельского поселения.